# Nanohaloarchaeota
Nanohaloarchaeota son un grupo de pequeñas arqueas hiperhalófilas, comunes en muchos lagos hipersalinos. Son simbiontes obligados de las haloarqueas.